# Free Software Directory
Free Software Directory — каталог свободного программного обеспечения Free Software Foundation (FSF) и ЮНЕСКО.
По состоянию на март 2007 в каталоге находится 5316 пакетов.
Есть возможность добавить свободное ПО в каталог через веб-форму — fsf.org.
Работники фонда FSF проверяют соответствие лицензии стандартам данного списка. Обычно это должна быть GPL или другая свободная лицензия.
После прихода к власти Буша-младшего отношения FSF и ЮНЕСКО были прерваны.перевод
Из интервью Ричарда Столлмана сайту rackit.gartnerwebdev.com:

— Имеет ли FSF какие-то отношения с ЮНЕСКО?

— Нет.

— Почему нет?

— Я не уверен точно, но я слышал, что Буш вынудил ЮНЕСКО уменьшить поддержку свободного ПО, когда США снова вступила в ЮНЕСКО…